# Zwornik (architektura)
Zwornik, klucz – szczytowy kliniec łuku lub niektórych typów sklepienia, zazwyczaj bogato profilowany i zdobiony dekoracją rzeźbiarską, wykonany z kamienia lub ceramiki, charakterystyczny dla gotyckich sklepień krzyżowo-żebrowych. 
Usytuowany jest w najwyższym punkcie sklepienia lub łęku. Określany też jako kliniec szczytowy, kliniec kluczowy. Zazwyczaj o nieco większych wymiarach niż pozostałe ciosy kamienne lub cegły. Przenosił siły ściskające. Określenie klucz częściej stosuje się w odniesieniu do łęku, archiwolty, natomiast zwornik w odniesieniu do sklepienia.

## Zworniki w arkadzie
Zwornik był zdobiony na parę różnych sposobów:
- przez wysunięcie klińca szczytowego (zwornika) i ozdobienie płaskorzeźbą
- przez zastosowanie innego materiału lub koloru
- przyozdobienie płytką zdobioną herbem, ornamentem, rzeźbą, mocowaną do klucza i zakrywającą go.

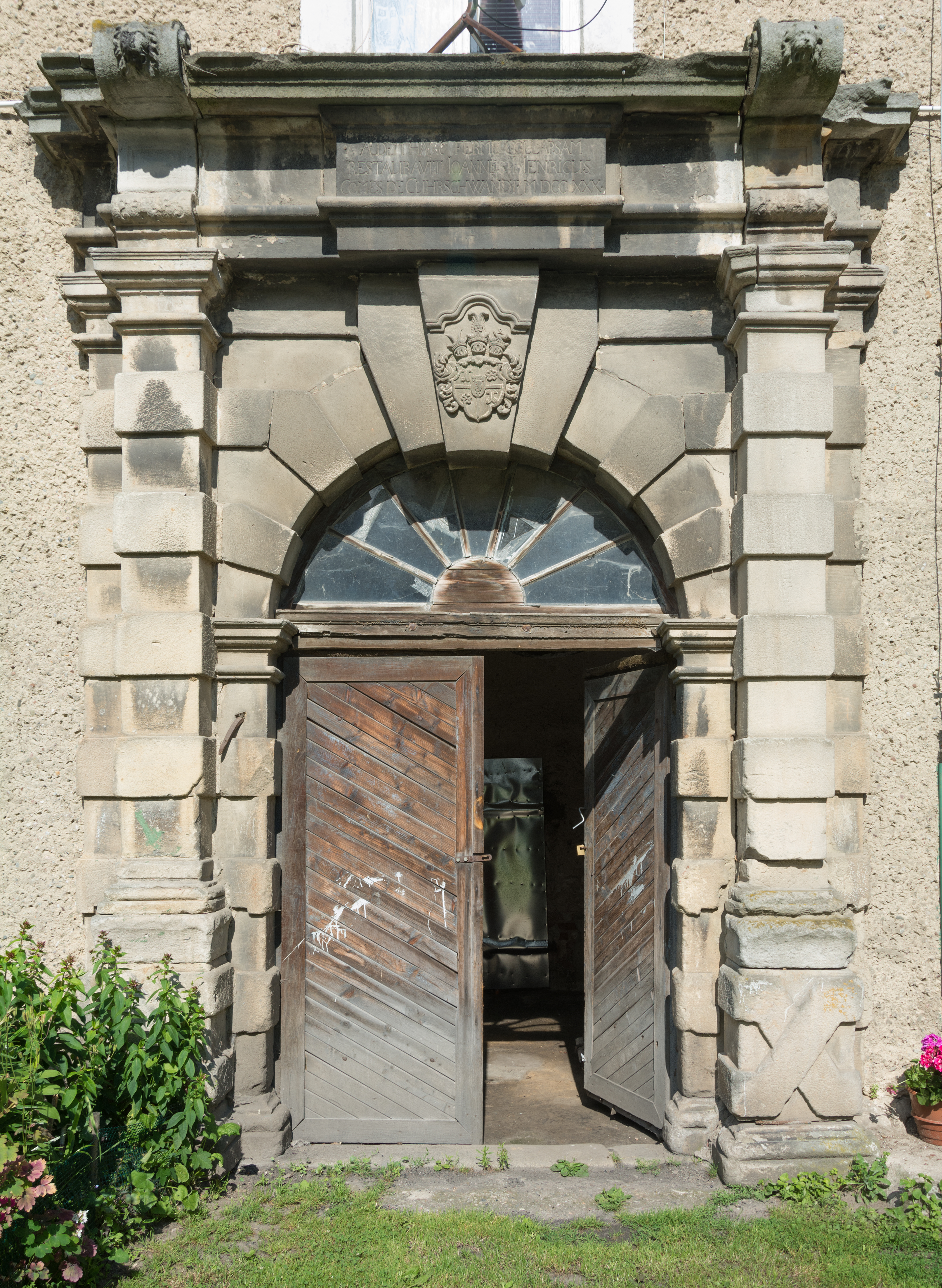
Zwornik w portalu oficyny, (Pałac w Stolcu)
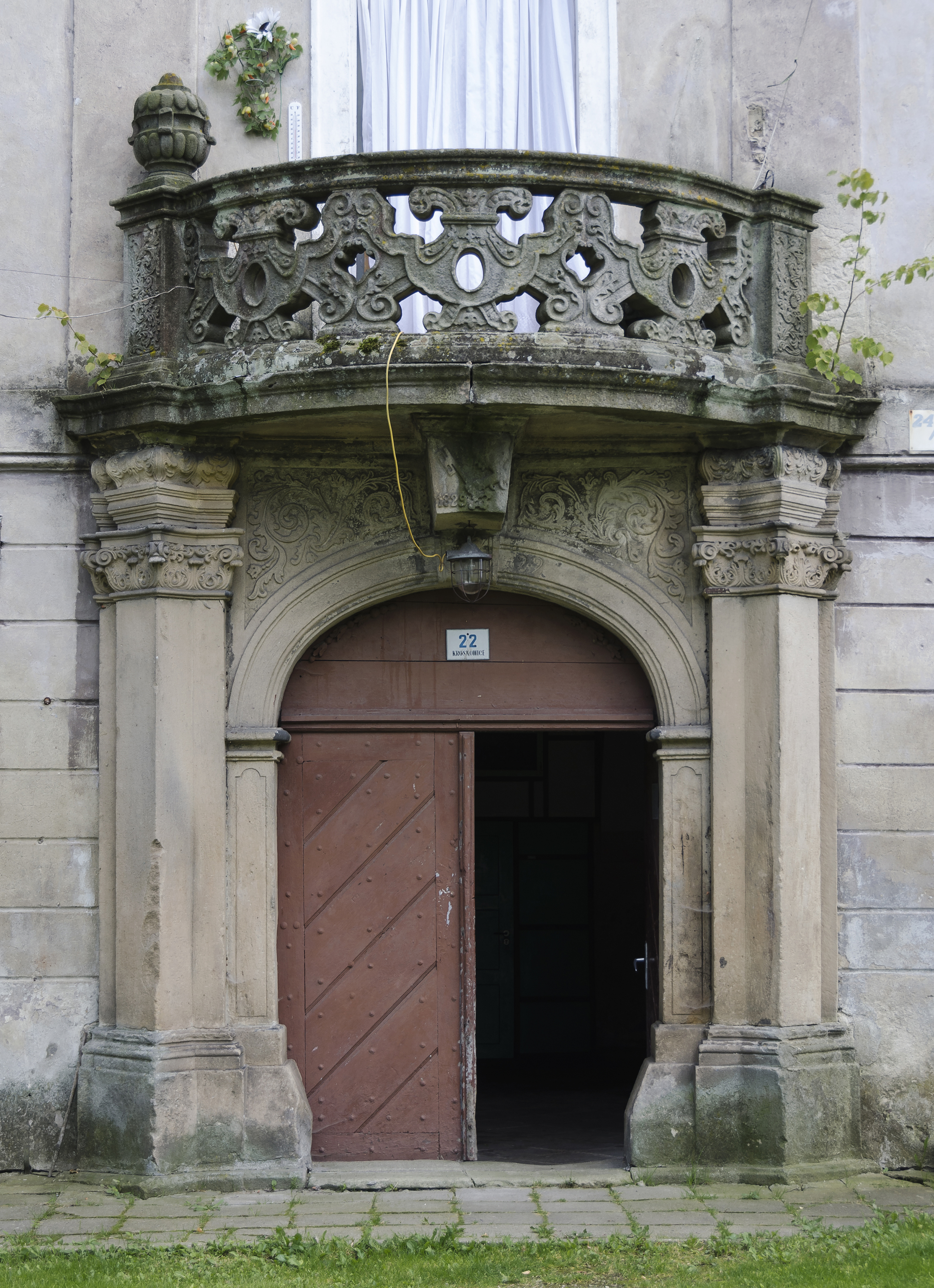
Zwornik w portalu, (Pałac w Krosnowicach)
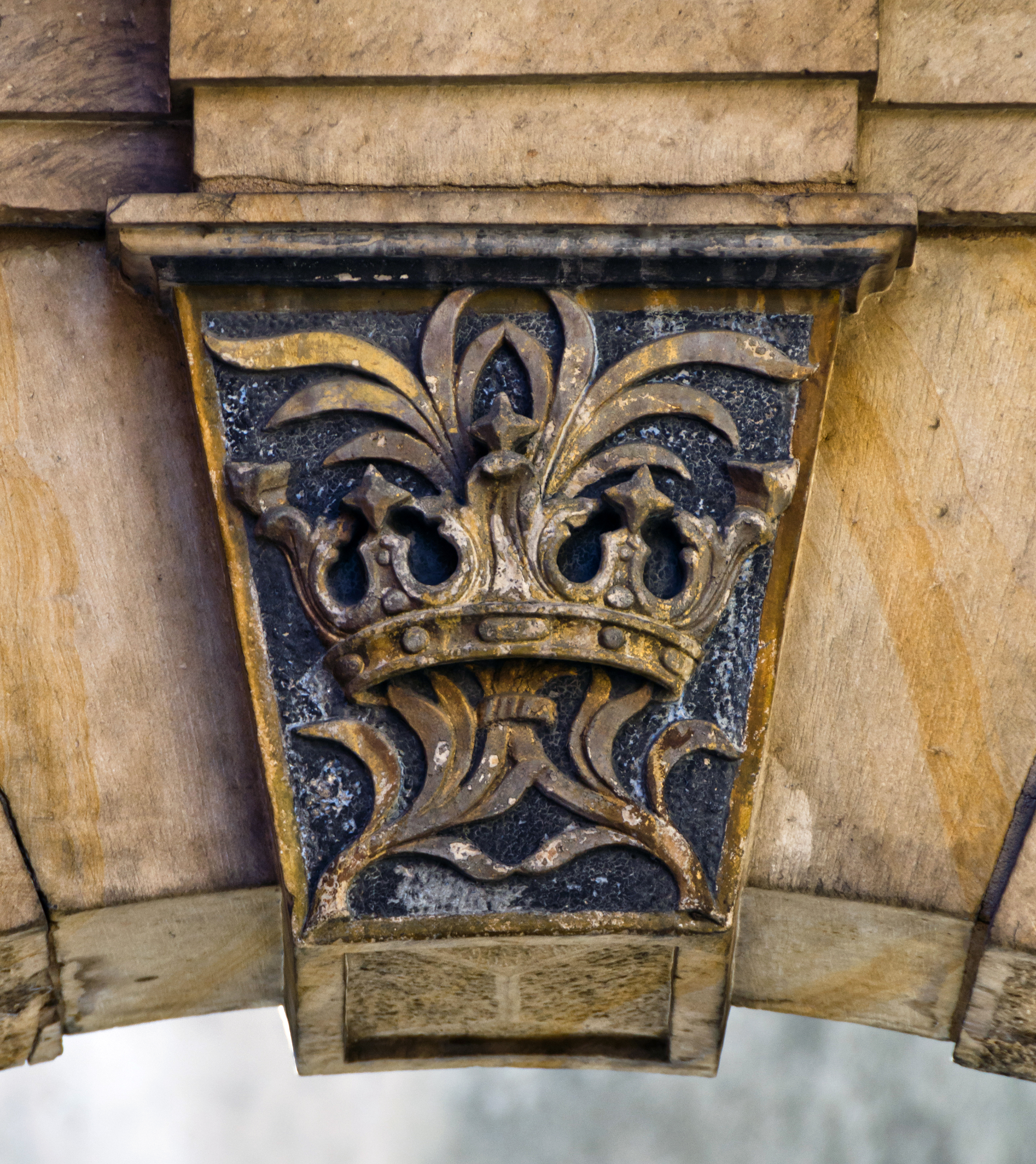
Barok: zwornik w bramie z grupą rzeźbiarską w Kłodzku
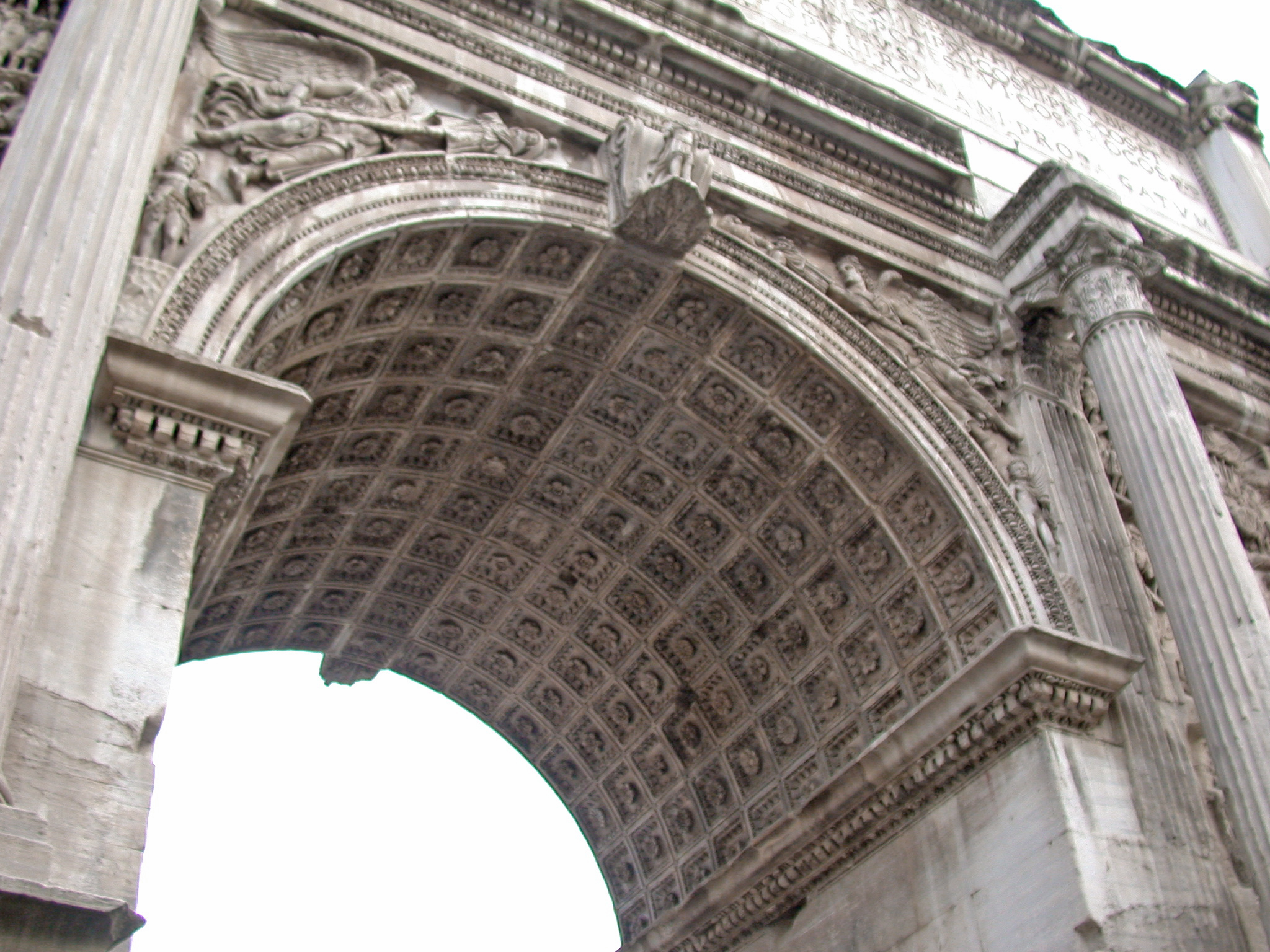
Antyk: zwornik wysunięty z łuku z dekoracją z wolutą i rzeźbą
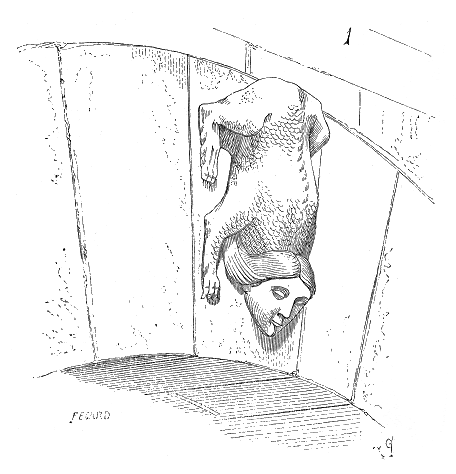
Średniowiecze: rzeźba wtapiająca się w kamień, bez ruchu klińca
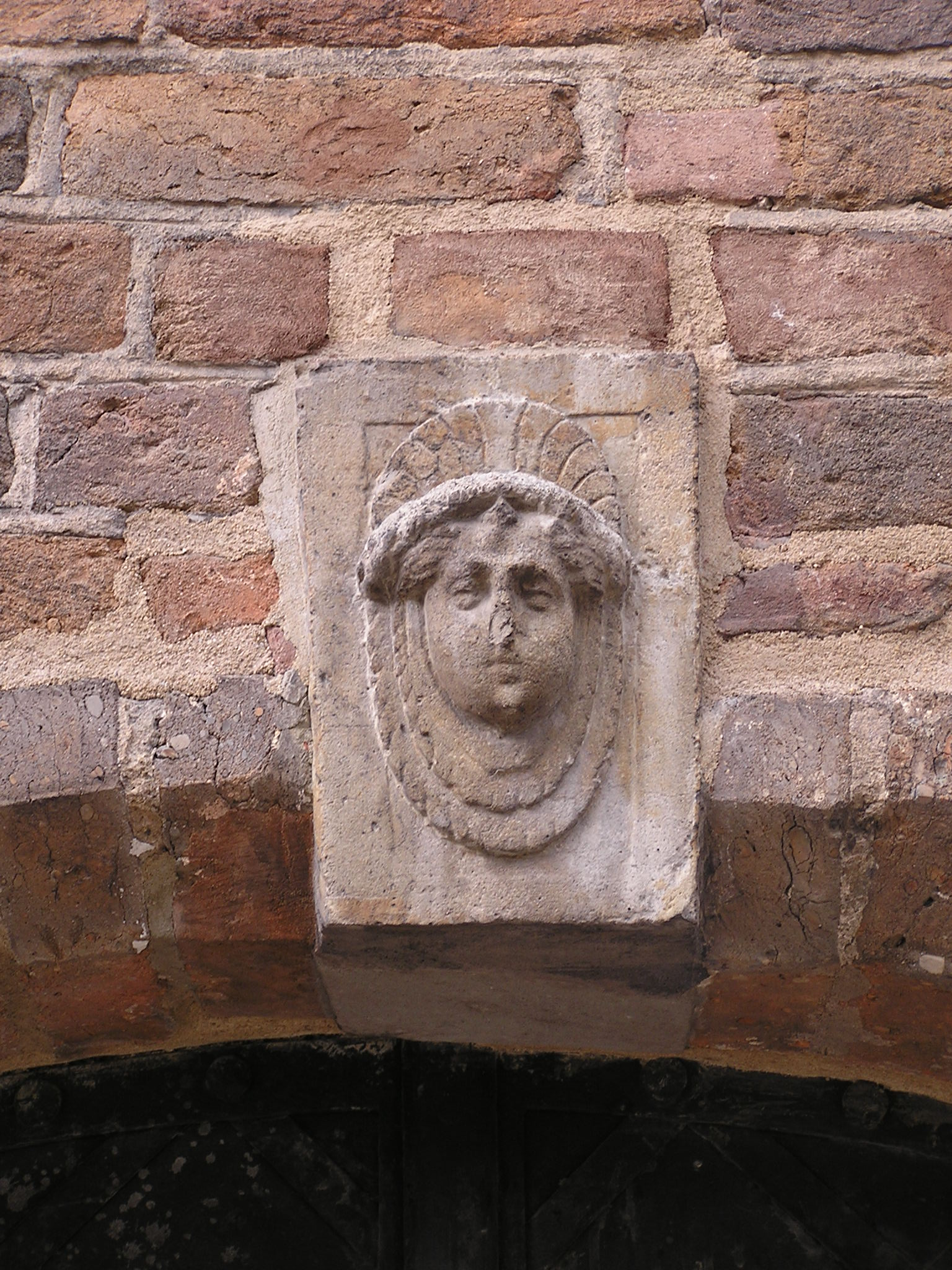
Średniowiecze: kamienny klucz opuszczony z łuku ceglanego. Ratusz Toruń.
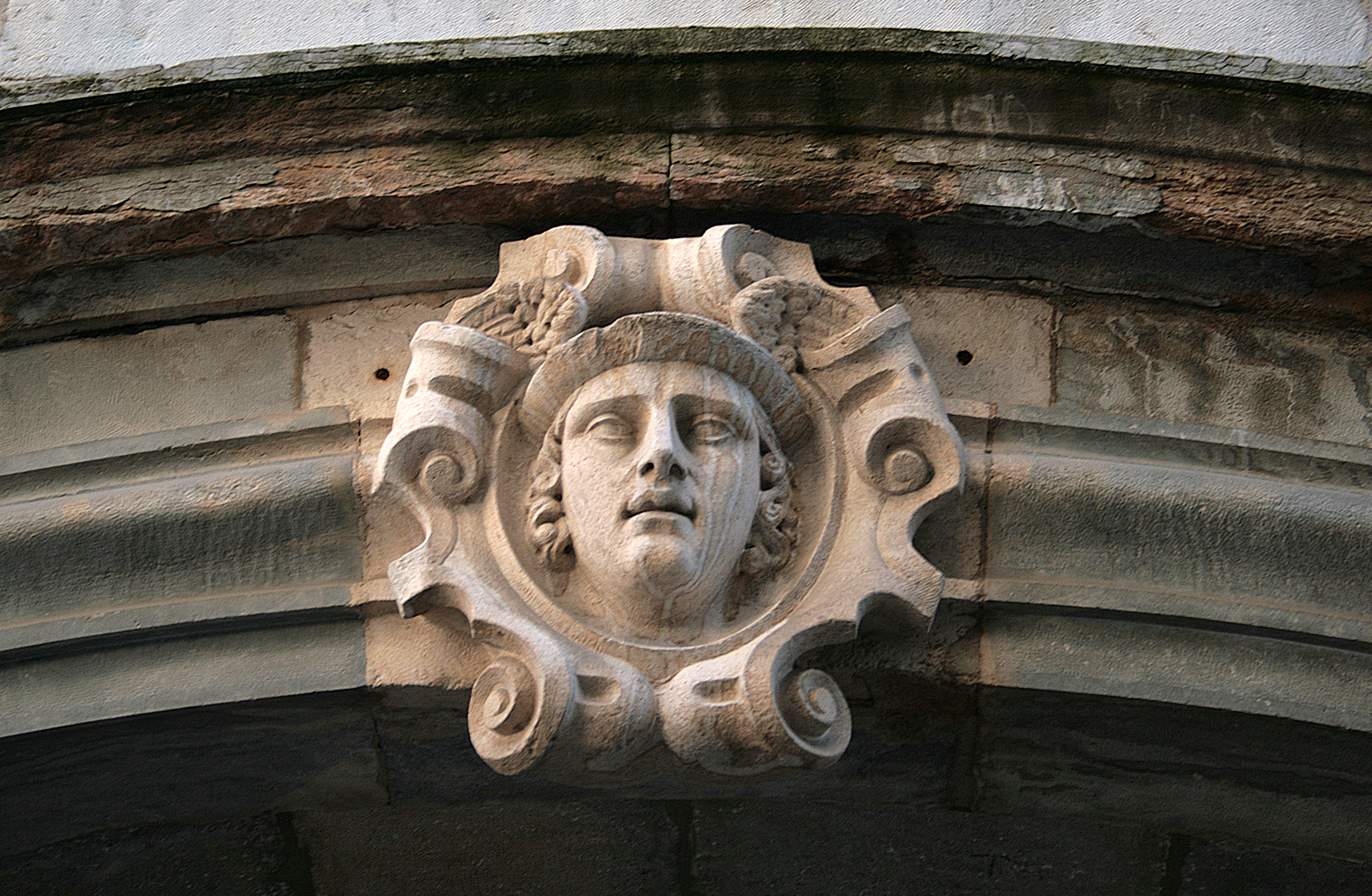
Średniowiecze w Besançon

## Zworniki w sklepieniach
Zworniki w łękach sklepiennych (gurtach) nie były przyozdabiane. Dopiero po wprowadzeniu sklepień krzyżowo-żebrowych, w miejscu przecięcia się żeber, miejsca te akcentowano:
- przez płytkę kamienną ozdobioną herbem, maską, itp.
- przez dekorację umieszczoną bezpośrednio na klińcu szczytowym, np. w kształcie rozety
- przez rzeźbę figuralną lub cały zespół takich rzeźb
- przez kwiaton zwieszający się ze zwornika

Wraz z rozwojem sklepień przybywało żeber, a co za tym idzie miejsc przecinania się ich między sobą. Czasem i te miejsca, pomimo że nie występował w nich typowy, uzasadniony konstrukcyjnie zwornik, były również ozdabiane.

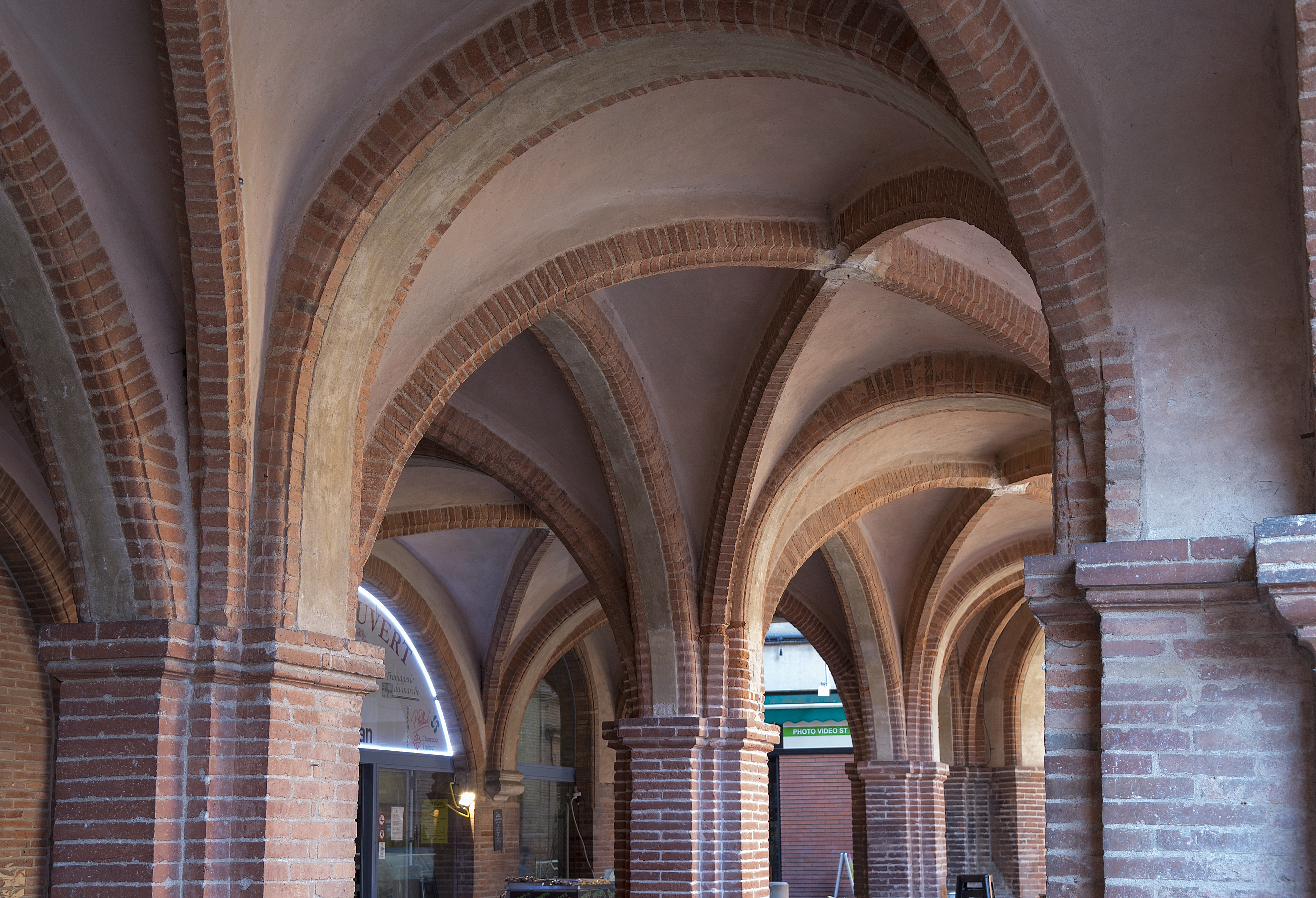
Kamienny zwornik i ceglane żebra: inny kolor – inny materiał
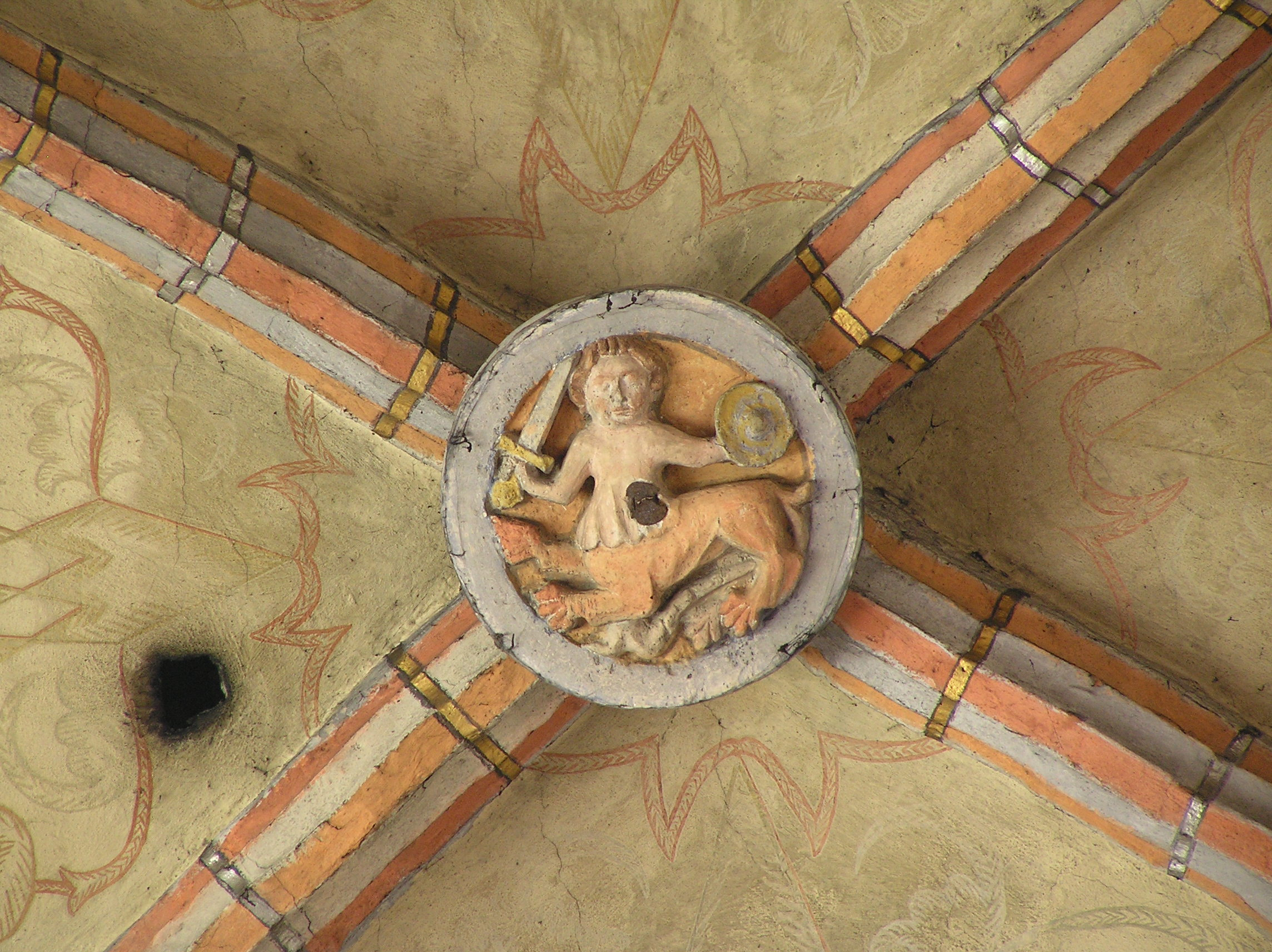
Płytka kamienna z płaskorzeźbą przykrywająca zwornik
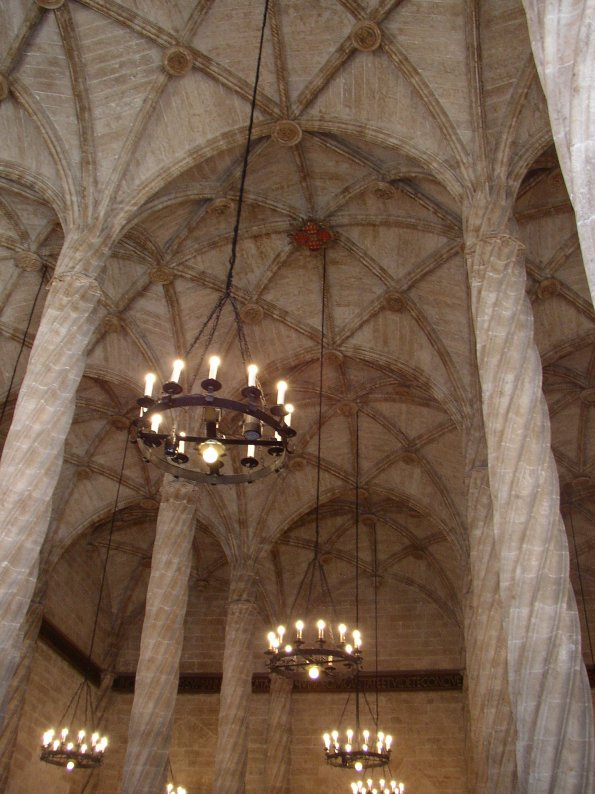
Płytki z roślinnym motywem mocowane do zwornika
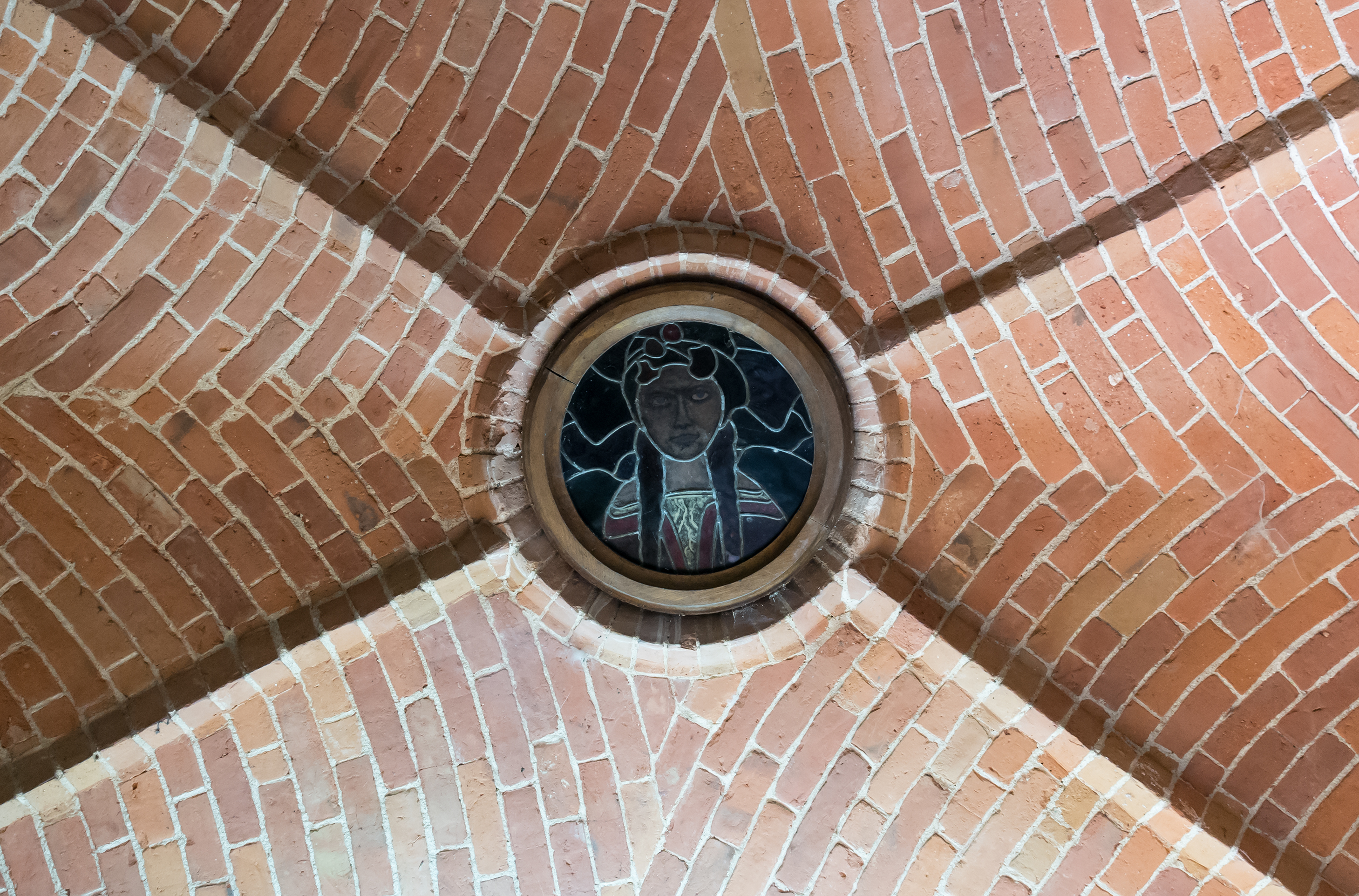
Zwornik z witrażem